# Ozzero
Ozzero es una comune italiana situada en la ciudad metropolitana de Milán, en Lombardía. Tiene una población estimada, a fines de agosto de 2022, de 1413 habitantes.

## Evolución demográfica
| Gráfica de evolución demográfica de Ozzero entre 1861 y 2022 |
|                                                              |
| Fuente: ISTAT - Elaboración gráfica de Wikipedia             |